# Federazione calcistica della Bulgaria
La Bǎlgarski Futbolen Sǎjuz (in bulgaro Български Футболен Съюз?), nota anche con l'acronimo BFS (БФС), è l'ente di governo del calcio in Bulgaria. Fondata nel 1923, ha sede a Sofia e ha come colori ufficiali quelli nazionali: bianco, verde e rosso. 
Le squadre di club e le nazionali bulgare partecipano alle competizioni continentali della UEFA. La nazionale maggiore bulgara si classificò al quarto posto al campionato del mondo 1994.
La stagione del campionato di calcio bulgaro, la cui prima edizione si è svolta nel 1925 e ha visto trionfare il Vladislav Varna, si svolge da agosto a maggio.
Dal 2005 al 2019 la BFS è stata presieduta da Borislav Mikhailov, primatista di presenze con la nazionale bulgara.

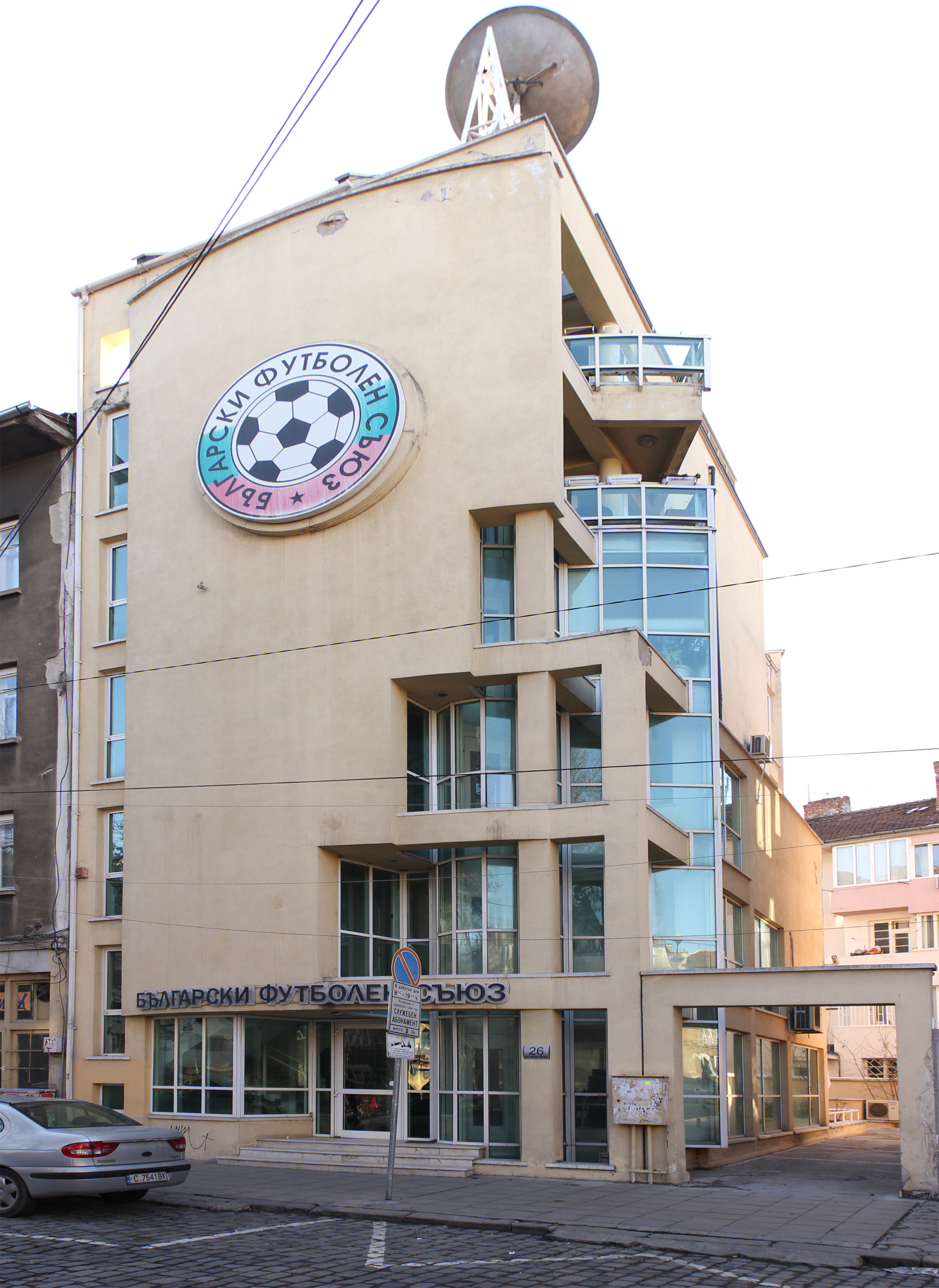
La sede della BFS a Sofia